# Przymus podwójny
Przymus podwójny to odmiana przymusu prostego, kierowany kolejno przeciwko obu obrońcom, z których każdy posiada zatrzymania w dwóch kolorach (zatrzymania w jednym z kolorów muszą znajdować się u obu obrońców). Aby przymus podwójny mógł zaistnieć, konieczne jest posiadanie komunikacji kolorem groźby, w którym zatrzymania posiadają obaj obrońcy, oraz posiadanie gróźb w kolorach kontrolowanych tylko przez jednego broniącego za zatrzymaniami.
```
                        ♠ A 2
                        
♥
 K
                        
♦
 -
                        ♣ -
             ♠ D 3                ♠ K 9
             
♥
 A                  
♥
 -
             
♦
 -                  
♦
 D
             ♣ -                  ♣ -
                       ♠ 6
                       
♥
 -
                       
♦
 W
                       ♣ 2
```

S gra dwójkę trefl i gracz W staje w przymusie prostym - jeżeli zrzuci asa kier od razu wyrobi leżącego w dziadku króla, musi więc wyrzucić pika.  S wyrzuca teraz bezużytecznego już króla kier i w przymusie staje gracz na pozycji E - wyrzucenie kara wyrabia waleta w ręce rozgrywającego, a odrzucenie pika pozwala na wyrobienie dwójki pik leżącej w dziadku.
Przymusy podwójne dzielimy na jednoczesne i niejednoczesne.